# Tereza Fajksová
Tereza Fajksová (sinh ngày 17 tháng 5 năm 1989) là một người mẫu và là người chiến thắng của cuộc thi Hoa hậu Trái Đất 2012.

## Tiểu sử
Fajksová sinh ra và lớn lên ở Ivančice, một thị trấn nhỏ ở Cộng hòa Séc. Cô có mái tóc vàng và đôi mắt xanh đậm chất châu Âu. Cô học ở trường tiểu học TG Masaryk ở Ivančice  và trường trung học tại Nhà thi đấu thể thao Louis Danka ở Brno. Cô đã sống ở Brno từ những năm học trung học.
Fajksová tốt nghiệp ngành Hành chính công của Đại học Mendel Brno.
Trước khi bắt đầu sự nghiệp người mẫu, cô là vận động viên bóng chuyền. Với tư cách là đội trưởng của đội bóng đến từ Brno (Đội bóng chuyền Extraliga của Brno), đội bóng của cô giành được ba chức vô địch quốc gia cơ sở tại Cộng hòa Séc. Sự nghiệp bóng chuyền của cô kết thúc khi cô gặp chấn thương và đó cũng là cánh cửa mở đường cho cô tới với thế giới thời trang và người mẫu.

## Các cuộc thi sắc đẹp

### Khởi đầu
Fajksová lọt vào Chung kết cuộc thi Hoa hậu Séc 2009. Cô cũng đoạt danh hiệu Á hoàng 2 tại Nữ hoàng Du lịch Quốc tế của năm và lọt Top 24 Hoa hậu Bikini Quốc tế 2011.

### Hoa hậu Séc
Fajksová tham gia cuộc thi Hoa hậu Séc năm 2012,  được tổ chức ngày 31 tháng 3 năm 2012 ở Nhà hát  Karlin Musical,  Prague. Cô đoạt ngôi vị Hoa hậu Trái Đất Cộng hòa Séc 2012 và được quyền đại diện cho quốc gia này tại đấu trường sắc đẹp Hoa hậu Trái Đất 2012.

### Hoa hậu Trái Đất 2012
Ở tuổi 23,  Fajksová giành được vương miện Hoa hậu Trái Đất 2012.. Cô vượt qua 79 thí sinh khác và được Hoa hậu Trái Đất 2011 Olga Álava đến từ Ecuador trao lại vương miện, đồng thời cô là đại diện đến từ Cộng hòa Séc đầu tiên chiến thắng cuộc thi này.
Lọt vào Top 4 cùng các đại diện của Brazil, Philippines và Venezuela, cô phải trả lời câu hỏi "Theo bạn, khoảnh khắc nào thể hiện rõ nhất vai trò của người phụ nữ?" Fajksová không sử dụng phiên dịch, cô đã thừa nhận mình không giỏi tiếng Anh lắm và trả lời: "Chào tất cả mọi người, hiện tại tôi đang rất lo sợ bởi vì tôi không hiểu câu hỏi nên tôi sẽ cố gắng nói thông điệp này: Tôi muốn nói rằng bảo vệ mẹ Trái Đất là nhiệm vụ của mỗi người. Mẹ Trái Đất đã cho chúng ta mọi thứ mà chúng ta cần trong cuộc sống, vậy nên hãy tôn trọng mẹ Trái Đất, Mẹ Trái Đất sẽ tôn trọng lại chúng ta.".
Trong lúc bước đi những bước đầu tiên với cương vị là Tân Hoa hậu Trái Đất, cô bị vấp ngã và thương mắt cá chân..

### Hoạt động trong nhiệm kỳ Hoa hậu
Fajksová đã tham gia Inquirer Read-Along Festival vào ngày 26 tháng 11 năm 2012, đọc câu chuyện "Amansinaya" cho gần 1000 trẻ em tại Trung tâm động vật hoang dã và công viên Ninoy ở Thành phố Quezon.
Cô cũng là khách mời tại cuộc thiStar Dance với diễn viên David Švehlík vào ngày 15 tháng 12 năm 2012. và khi trở về quê hương, cô được trẻ em và người dân ở Ivančice chào đón nồng nhiệt, đồng thời nhận được một giải thưởng danh dự từ thị trưởng của Ivančice.
Tháng 3 năm 2013,  cô xuất hiện trên chương trình dạy nấu ăn của Cộng hòa Séc VIP Prostřeno. Tại đây cô đã trổ tài nấu bốn món ăn của Pháp. Cuối tháng, cô trao lại vương miện cho Hoa hậu Trái Đất Cộng hòa Séc 2013 Monika Leová.
Ngày 6 tháng 4 năm 2013, Tereza tới Réunion ở Ấn Độ Dương làm giám khảo cho cuộc thi Hoa hậu Trái Đất Réunion 2013. 9 tháng 4 năm 2013, sau khi tìm được người chiến thắng là cô Chrystelle Abrantes, Tereza và Giám đốc quốc gia Julie Nauche tới Mauritius để hỗ trợ các thí sinh của cuộc thi Hoa hậu Trái Đất Mauritius 2013. Cô đã gặp Tổng thống Mauritius Kailash Purryag để thảo luận về các vấn đề môi trường và tham gia Ngày quốc tang đặt hoa để tưởng nhớ người chết trong lũ lụt và thăm đồn điền Sugar ở Port Louis, Mauritius. Ngày Trái Đất 22 tháng 4, Fajksová và mọi người đã trồng 3000 cây giống ở Jakarta, Indonesia.
Ngày 7 tháng 12 năm 2013, cô đã kết thúc nhiệm kỳ của mình sau khi trao lại vương miện cho Alyz Henrich, Hoa hậu Trái Đất 2013 đến từ cường quốc hoa hậu Venezuela.